# Lüe
Lüe é uma comuna francesa na região administrativa da Nova Aquitânia, no departamento de Landes. Estende-se por uma área de 96,72 km². Em 2010 a comuna tinha 574 habitantes (densidade: 5,9 hab./km²).